# Христовци (област Габрово)
 За другото българско село вижте Христовци (Област Велико Търново).  
Христовци е село в Северна България. То се намира в община Трявна, област Габрово.

## География
Село Христовци се намира в планински район.